# Mistrovství světa v inline hokeji veteránů 2014
Mistrovství světa v inline hokeji veteránů 2014 je v pořadí již pátý oficiální veteránský turnaj. Setkali se zde výběry Francie, České republiky "A", České republiky "B", Slovenska, Itálie, Austrálie, Německa a Velké Británie. Mistrovství se odehrávalo v českém hlavním městě Praze. Velkými favority byli výběry Česka a Francie.

## Základní skupiny

### Skupina A
| Tým       | Z | V | VP | PP | P | GV | GI | +/- | B |
| --------- | - | - | -- | -- | - | -- | -- | --- | - |
| Francie   | 3 | 2 | 0  | 0  | 1 | 26 | 10 | +16 | 4 |
| Itálie    | 3 | 2 | 0  | 0  | 1 | 23 | 8  | +15 | 4 |
| Česko "B" | 3 | 2 | 0  | 0  | 1 | 15 | 4  | +11 | 4 |
| Austrálie | 3 | 0 | 0  | 0  | 3 | 1  | 43 | -42 | 0 |

#### Zápasy
| 22. května 2014 10:00 SEČ | Česko "B" | 5:1 (2-1,3-0) | Francie | Zimní stadion Eden, Praha |  |

| 22. května 2014 14:00 SEČ | Itálie | 16:0 (10-0,6-0) | Austrálie | Zimní stadion Eden, Praha |  |

| 22. května 2014 18:00 SEČ | Francie | 6:4 (3-1,3-3) | Itálie | Zimní stadion Eden, Praha |  |

| 23. května 2014 12:40 SEČ | Austrálie | 0:8 (0-3,0-5) | Česko "B" | Zimní stadion Eden, Praha |  |

| 23. května 2014 16:00 SEČ | Francie | 19:1 (12-0,7-1) | Austrálie | Zimní stadion Eden, Praha |  |

| 23. května 2014 18:00 SEČ | Itálie | 3:2 (1-0,2-2) | Česko "B" | Zimní stadion Eden, Praha |  |

### Skupina B
| Tým            | Z | V | VP | PP | P | GV | GI | +/- | B |
| -------------- | - | - | -- | -- | - | -- | -- | --- | - |
| Česko          | 3 | 3 | 0  | 0  | 0 | 33 | 9  | +24 | 6 |
| Slovensko      | 3 | 2 | 0  | 0  | 1 | 27 | 14 | +13 | 4 |
| Velká Británie | 3 | 1 | 0  | 0  | 2 | 10 | 27 | -17 | 2 |
| Německo        | 3 | 0 | 0  | 0  | 3 | 13 | 33 | -20 | 0 |

#### Zápasy
| 22. května 2014 12:00 SEČ | Slovensko | 17:4 (5-2, 12-2) | Německo | Zimní stadion Eden, Praha |  |

| 22. května 2014 16:00 SEČ | Velká Británie | 3:6 (2-2,1-4) | Slovensko | Zimní stadion Eden, Praha |  |

| 22. května 2014 20:00 SEČ | Česko | 16:1 (9-0,7-1) | Velká Británie | Zimní stadion Eden, Praha |  |

| 23. května 2014 11:00 SEČ | Německo | 5:6 (3-2,2-4) | Velká Británie | Zimní stadion Eden, Praha |  |

| 23. května 2014 14:15 SEČ | Německo | 4:10 (1-4,3-6) | Česko | Zimní stadion Eden, Praha |  |

| 23. května 2014 20:00 SEČ | Česko | 7:4 (5-1,2-3) | Slovensko | Zimní stadion Eden, Praha |  |

### Finální část turnaje
První a druhý tým skupiny A, B postoupí do semifinále, kde se týmy utkají křížem (1A vs. 2B, 2A vs. 1B). Jeho vítězové postoupí do finále, poražení budou hrát zápas o třetí místo. Třetí a čtvrté celky základních skupin čekají boje o konečné umístění.
Pořadatelská Česká republika pošle do mistrovství světa dva týmy, tým "B" se ovšem turnaje účastní mimo pořadí.

#### Semifinále
| 24. května 2014 16:00 SEČ | Francie | 7:3 (4-1,3-2) | Slovensko | Zimní stadion Eden, Praha |  |

| 24. května 2014 19:00 SEČ | Česko | 3:1 (1-0,2-1) | Itálie | Zimní stadion Eden, Praha |  |

#### O umístění (O 5. - 8. místo)
| 24. května 2014 12:00 SEČ | Austrálie | 9:19 (3-10,6-9) | Německo | Zimní stadion Eden, Praha |  |

| 24. května 2014 14:00 SEČ | Česko "B" | 5:4 (4-1,1-3) | Velká Británie | Zimní stadion Eden, Praha |  |

##### O 7. místo
| 25. května 2014 10:00 SEČ | Česko "B" | 8:2 (4-1,4-1) | Austrálie | Zimní stadion Eden, Praha |  |

##### O 5. místo
| 25. května 2014 12:00 SEČ | Velká Británie | 8:5 (2-2,6-3) | Německo | Zimní stadion Eden, Praha |  |

### O 3. místo
| 25. května 2014 14:00 SEČ | Slovensko | 3:1 (1-0,2-1) | Itálie | Zimní stadion Eden, Praha |  |

### Finále
| 25. května 2014 16:00 SEČ | Francie | 1:6 (1-5,0-1) | Česko | Zimní stadion Eden, Praha Návštěvnost: 97 |  |

## Konečné pořadí týmů
| Místo            | Tým            |
| ---------------- | -------------- |
| Zlatá medaile    | Česko          |
| Stříbrná medaile | Francie        |
| Bronzová medaile | Slovensko      |
| 4.               | Itálie         |
| 5.               | Velká Británie |
| 6.               | Německo        |
| 7.               | Austrálie      |
| mimo             | Česko B        |